# Henri Raspe I
Henri Raspe I (né vers 1095 ; † 1130), de la maison des Landgraves de Thuringe, fut le successeur de Werner IV de Grüningen comme porte-étendard impérial (allemand: Reichssturmfähnrich) et de facto comte de Gudensberg en Hesse historique.

## Union
Henri Raspe est le second fils comte de Thuringe Louis le Sauteur (mort en 1123) et de son épouse Adélaïde de Stade. Il est donc le frère cadet du landgrave Louis Ier de Thuringe. 
Après la mort de Gison IV de Gudensberg le 12 mars 1122, il épouse l'année suivante sa veuve Cunégonde de Bilstein, son aînée d'une quinzaine d'années, qui se trouve être la belle-mère de son frère, Louis. Aucun enfant ne naît de ce mariage. Il obtient cette union avantageuse grâce à la proximité de sa famille avec l'empereur Lothaire III du Saint-Empire, qui permet aussi à son frère Louis d'accéder au landgraviat de Thuringe en 1131. Henri Raspe I avait aussi obtenu la fonction de porte-étendard impérial (latin: signifer regis), tenue jusqu'alors par le comte Werner IV de Grüningen († 22 février 1121) dont le comté de Maden constituait l'ébauche d'un futur Landgraviat de Hesse envisagé par Gison IV juste avant sa mort et que Gison V le beau-fils mineur de Henri ne pouvait occuper.
Cunégonde de Bilstein le laisse exercer la régence pour son fils Gison V dans ses domaines de Hesse et Henri est mentionné en 1130 comme « comte de Gudensberg » lorsqu'il est assassiné la même année et inhumé dans le monastère de Reinhardsbrunn. Grâce à l'union de Henri avec Cunégonde et à celle de son frère Louis avec Hedwige de Gudensberg, la fille de cette dernière, le comté de Gudensberg-Bilstein revient après la mort du fils de Cunégonde, Gison V en 1137 et celle de Cunégonde elle-même en 1138/1140 à la lignée de Thuringe ce qui permet aux Ludolwinges d'étendre leur sphère d'influence sur une grande partie de la Hesse historique.